# خوناس غوميز غالو
خوناس غوميز غالو هو شخصية أعمال وسياسي تشيلي، ولد في 12 يوليو 1923 في أنتوفاغاستا في تشيلي، وتوفي في 24 يونيو 2019 في سانتياغو في تشيلي. نشط حزبياً في Radical Party of Chile ‏. وقد انتخب عضو مجلس النواب التشيلي ‏.